# Hypogymnia duplicata
Hypogymnia duplicata är en lavart som först beskrevs av Erik Acharius, och fick sitt nu gällande namn av Rass. Hypogymnia duplicata ingår i släktet Hypogymnia och familjen Parmeliaceae.   Inga underarter finns listade i Catalogue of Life.